# Maia Ciobanu
Maia Ciobanu (* 5. Mai 1952 in Bukarest) ist eine rumänische Komponistin.

## Leben und Wirken
Ciobanu studierte am Konservatorium Ciprian Porumbescu Komposition bei Dan Constantinescu und Myriam Marbe und Klavier bei Aurora Ienei, außerdem bei Ștefan Niculescu, Mircea Chiriac, Liviu Comes und Aurel Stroe. 1980 besuchte sie bei den Darmstädter Ferienkursen Kompositionskurse bei Brian Ferneyhough, Gérard Grisey, Wolfgang Rihm, Hans Peter Haller, Włodzimierz Kotoński, Tristan Murail und anderen. 1995 studierte sie an der schwedischen Musikakademie in Göteborg.
Seit 1992 ist sie musikalische Leiterin der Gruppe für zeitgenössische Musik Alternative. Seit 1993 ist sie Professorin an der Bukarester Theater- und Filmhochschule (Institutul de Artă Teatrală și Cinematografică „I.L. Caragiale“). Sie gab Kurse zur zeitgenössischen rumänischen Musik an den Musikakademien von Göteborg (1995) und Köln (1996), am Pädagogischen Kolleg von Rorschach (1997) und der Universität St. Gallen (2000).
Ciobanu ist Gründerin und Herausgeberin der englischsprachigen Zeitschrift Contemporary Music – Romanian Newsletter der rumänischen Sektion der International Society for Contemporary Music, deren Präsidentin sie in den Jahren 2002 und 2003 war. Daneben betätigt sich Ciobanu publizistisch und produziert Musiksendungen für den rumänischen Rundfunk. Sie ist Mitglied der rumänischen Komponistenunion, außerdem der International League of Women Composers (ILWC), der International Computer Music Association (ICMA) und der Société des auteurs, compositeurs et éditeurs de musique (SACEM).
Seit 2003 lehrt sie zusätzlich Musik an der Universität Spiru Haret.

## Werke
- Sonate für Klarinette, Klavier und Schlagzeug, 1974
- Pămîntul Trebuie să Trăiască für Orchester, 1975
- Da Suonare für Klavier, 1976
- Întilnire cu o altă Melodie für Schlagzeug und Tonband, 1978
- Präludium für Klarinette, Gitarre und Posaune, 1980
- Konzert für Violine und Orchester, 1980
- Trei Sculpturi für Streichquartett, 1981
- Toamna, Madrigal für gemischten Chor nach Versen von Nicolae Ioan Stănescu, 1981
- Portret, Madrigal für gemischten Chor nach Versen von Emil Botta, 1982
- Pădurencele für Nai, 1982
- Decor I für Klarinette und Klavier, 1983
- Decembrie în Ardel für gemischten Chor, Orgel und Schlagzeug nach Versen von Petru Anghel, 1983
- Dorul – Dor, Madrigal für gemischten Chor nach Versen von Lucian Blaga, 1984
- Decor II für Flöte und Klavier, 1984
- Fîntîna I für Orgel und Schlagzeug, 1985
- Fîntîna II für Cello und Orgel, 1986
- Urare de Belșug für Frauenchor, 1986
- De Dor für Frauenchor, 1986
- Sorcova de Peste Vară für Frauenchor, 1986
- Povestea Vorbii, Chortriptychon für gemischten Chor nach Versen von Anton Pann, 1987
- Decor III für Klarinette, Klavier und Synthesizer, 1988
- 1. Sinfonie – Jurnal '88, 1988
- 3 Ostinato I für Schlagzeug und Tonband, 1989
- Doina, Doinna, cîntec dulce, 1989
- Konzert für Klavier und Tonband, 1990
- Schauspielmusik zu Merlin von Tankred Dorst für elektronische Musik, 1991
- Veni-Va! für Tonband, 1992
- Fîntîna III für Klavier, Synthesizer und Schlagzeug, 1992
- Valsul Pelicanului für Chor, Flöte, zwei Klaviere und Schlagzeug nach Versen von Robert Desnos, 1992
- Comentarii für Klarinette, Klavier, Synthesizer und Schlagzeug, 1993
- Visul descompus sau Drumul către Centru, Ballett, 1993
- Eu, Nu, Ballett, 1994
- Ostinato II für Posaune, Klarinette, Klavier und Schlagzeug, 1995
- Știi tu Episodul în care... für Flöten, Violine, Viola und Akkordeon, 1997
- Invizabila Strună für Violine, 1998
- Konzert für Schlagzeug und Tonband, 1998
- Jurnal'99 für Tonband, 1999
- Autoportret für Violine, Cello und Klavier, 2000
- Tăcere cu Variațiuni für Klarinette, Posaune, Violine, Cello, Klavier und Schlagzeug, 2000
- Decor V für zwei Flöten und Nai, 2000
- Decor IV für Klarinette und Viola, 2003
- Pian Excesiv für Tonband, 2003
- Medium I für Tonband, 2003
- Pădurencele für Chor nach Versen von Emil Botta, 2003
- Pian Excesiv II für Klavier, Schauspieler und Tonband, 2004
- Konzert für Klarinette und Streichorchester, 2004
- Muzica Alternative I, II, III für elektronische Medien, Klavier und Tänzer, 2005
- 2. Sinfonie, 2006
- 3 comentarii für Ensemble, 2006
- Climate für Tonband, 2006